# Camp Century

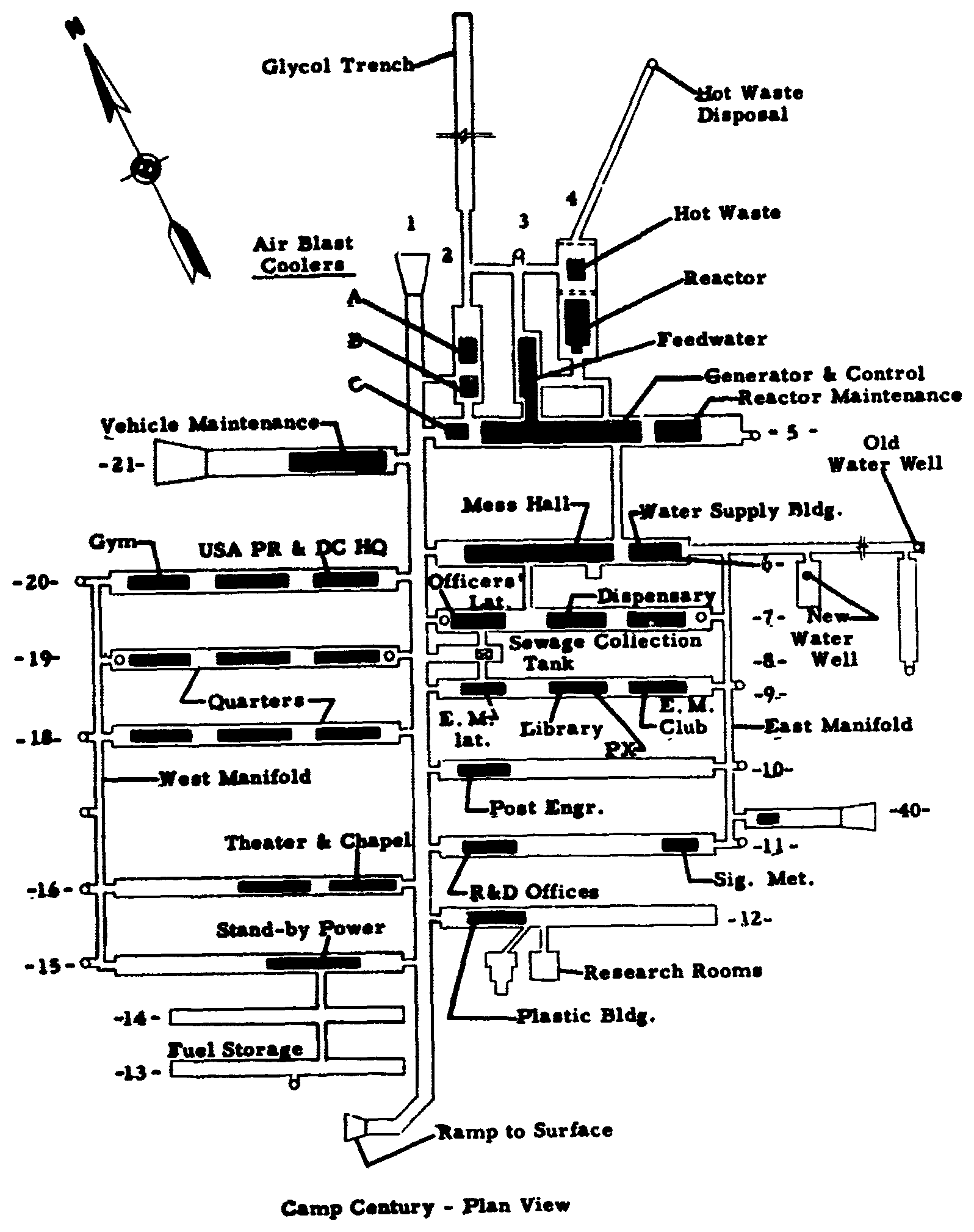
Planta da base

Camp Century foi uma base de pesquisa científica ártica das Forças Armadas dos Estados Unidos na Groenlândia. está situada a 240 km a leste da Base aérea de Thule. Ele fez parte do Projeto Iceworm para instalar locais para o lançamento de mísseis nucleares na Groenlândia. Alimentado por um reator nuclear, o campo operou de 1959 até 1967. A base consistia em 21 de túneis com um comprimento total de 3000 m.

## História
A construção do acampamento e do reator nuclear subglacial começou sem a permissão explícita do governo da Dinamarca, levando a um dilema político para o Primeiro-Ministro H. C. Hansen.

## Investigação científica
Amostras de núcleos de gelo obtidas em Camp Century foram usadas para criar análises de isótopos estáveis utilizadas para desenvolver modelos climáticos.

## Leitura complementar
- «The abandoned ice sheet base at Camp Century, Greenland, in a warming climate». Geophysical Research Letters. 43. doi:10.1002/2016GL069688
- «Mysterious, Ice-Buried Cold War Military Base May Be Unearthed by Climate Change». Science. doi:10.1126/science.aag0726
- «Climate change could expose Cold War–era Arctic military base»
- «Greenland calls for clean-up of toxic U.S. Cold War bases»
- 1963 documentary about building the camp, narrated by the project manager for the U.S. War Office no YouTube
- Base Aérea de Thule/Informações do Camp Century